# Hinzuanius milloti
Hinzuanius milloti is een hooiwagen uit de familie Biantidae.